# Galalit
Galalit eller kaseinplast er en tidlig plastik-art fremstillet ved at lade kasein (ostestof) reagere med formaldehyd. Det blev opfundet i 1897 og var særdeles billigt at fremstille. Det blev en overgang meget brugt til blandt andet knapper og kamme. Det blev i 1930'erne også brugt til paraplyhåndtag og penne.
Galalit er hvidligt, men kan indfarves, og minder om horn eller ben. Når stoffet først er hærdet, kan det ikke igen gøres blødt ved opvarmning, tværtimod tåler det dårligt opvarmning.
Galalit er i dag erstattet af andre plastiksorter.